# Eltörléskultúra
Az eltörléskultúra (angolul: cancel culture vagy call-out culture) a kiközösítés modern formája, amikor valakit kiszorítanak a társadalmi vagy szakmai körökből – legyen szó akár online, akár közösségi médiáról, akár személyesen –, mert szerintük bántó vagy vállalhatatlan dolgot tett vagy mondott. A szó általában negatív jelentéstartalommal bír. Eredete az az – általában konzervatív világnézettel rendelkező emberek által vallott – elképzelés, miszerint a haladó és progresszív eszmék követői minden általuk "vállalhatatlannak" tartott dolgot, eszmét, véleményt eltörölnének.
A call-out culture kifejezés 2014 óta használatos, a #MeToo mozgalom részeként került be a köztudatba.

## Populáris kultúrában
A South Park amerikai animációs televíziós sorozat 22. évadát népszerűsítő saját „#CancelSouthPark” kampányával kigúnyolta az eltörléskultúrát.